# 迷昜湖大桥
迷昜湖大桥是位于四川省攀枝花市米易县县城的大桥，跨越安宁河干流迷昜湖（米易城南电站水库），有时被误写成迷阳湖大桥。大桥位于米易大桥下游，斜跨安宁河，连接河滨路与河熙南路，是连接米易县旧城和城南新城的交通枢纽。工程由攀枝花公路桥梁工程有限公司施工，四川四强建设项目管理有限公司监理。桥梁采用预应力连续梁基本桥型，共15跨。全长逾580米，宽逾21米。造型独特，有连续拱圈和拉索结构，桥梁平面在河心处略有S形弯曲。2012年12月24日开工，2016年1月25日建成通车。